# Оркестр Польского радио
Оркестр Польского радио (пол. Polska Orkiestra Radiowa) — польский симфонический оркестр, основанный в 1945 г. в Варшаве по инициативе скрипача и дирижёра Стефана Рахоня. Первоначально участвовал исключительно в записи произведений для Польского радио и телевидения. В 1970-е годы оркестр стал развивать также и гастрольную деятельность, в дальнейшем записал ряд дисков, особенно польской музыки (Войцех Киляр, Зыгмунт Краузе и другие композиторы), сотрудничает с ведущими кинокомпозиторами Польши.

## Художественные руководители
- Стефан Рахонь (1945—1976)
- Влодзимеж Камирский (1976—1980)
- Ян Прушак (1980—1988)
- Мечислав Новаковский (1988—1990)
- Тадеуш Стругала (1990—1993)
- Войцех Райский (1993—2006)
- Лукаш Борович (с 2007 г.)